# イサンギ地区
イサンギ地区（フランス語: Territoire d'Isangi）は、コンゴ民主共和国のツォポ州にある地区。
コンゴ自由国時代はロマミ会社が経営を任されており、現地住民のトポケ族を使って天然ゴムを生産していた。コンゴ自由国の例にもれず過酷な強制労働を強いられたトポケ族は1905年に会社を襲撃し、白人社員2人を殺害した。この事件を受け植民地政府は懲罰部隊を派遣し、報復を行った。

## 地理
キサンガニ、コンゴ川の南西に位置している。最大の都市はヤンガンビ、その他イサンギ、リガサ、ヤノングとなっている。
2020年時点で4つの都市型コミューン（Commune）、2つの農村型コミューン（Rurale）、6つの首長区（Chefferie）、7つの小区（Sector）を管轄している。
- Commune du Fleuve
- イサンギ (Commune d'Isangi)
- Commune de Lomami
- Commune de Loolo
- Chefferie Bolomboki
- Chefferie Baluolambila
- Bambelota
- Yabaondo (commune rurale)
- Lukombe
- Lueta (Luete)
- Chefferie Liutua
- Chefferie Kombe
- Yawembe Basoa
- Turumbu
- Yaokandja
- Yalikandja Yanongo
- Chefferie Yalikila (Yalihilo)
- Chefferie Yalikoka - Mboso
- Cité de Lotokila (commune rurale)

### 人口
1984年の国勢調査によると、総住民24万5548人のうち、トポケ族はイサンギの人口の52.38％(12万8613人)を占めた。

## 政治
2011年のイサンギ地区の大統領選挙の結果。
- ジョゼフ・カビラ（無所属）88.8％
- Étienne Tshisekedi（UDPS）5.5％
- Vital Kamerhe（UNC）1.6％
- Jean Andeka（ANCC）0.9％
- Adam Bombol（無所属）0.8％
- フランソワ・ジョセフ・モブツ（UDEMO）0.6％
- François Nicéphore Kakese（URDC）0.5％
- Antipas Mbusa（無所属）0.4％
- Oscar Kashala（UREC）0.3％
- Léon Kengo（UFC）0.3％
- Josué Alex Mukendi（無所属）0.3％

イサンギの国会代表は、デュドネ・ボランジュ・テンゲ、アルバート・ボトンブラ、ジャック・アスマニの３人である。